# Amédée Gasquet
Pour les personnes ayant le même patronyme, voir Gasquet.
Amédée Gasquet, de son nom complet Louis Amédée Ulysse Gasquet, né le 3 janvier 1852 à Clermont-Ferrand et mort à  Paris 6e le 20 avril 1914, est un historien et homme politique français. Il fut maire de Clermont-Ferrand de 1888 à 1893.

## Biographie
Amédée Gasquet est un ancien élève de l'École normale supérieure (promotion 1871). Il fut reçu à l'agrégation des lettres en 1874 et devint docteur en histoire en 1879. Il a été professeur à la faculté des lettres de Clermont-Ferrand (1883) et recteur de l'académie de Nancy de 1893 à 1902. Il est directeur de l'enseignement primaire au ministère de l'instruction publique à partir de 1902. Il a publié de nombreux ouvrages d'histoire et des ouvrages scolaires.
Il est élu conseiller municipal de Clermont-Ferrand en 1886, puis maire en 1888 et réélu en 1892. Pendant son mandat de maire, il a édifié le théâtre municipal, fait installer l'éclairage électrique et le premier tramway électrique de France, développé le réseau d'égouts et l'équipement scolaire.
Il est inhumé au cimetière des Carmes de Clermont-Ferrand (allée 7, no 70).

## Hommages et distinctions
- Commandeur de la Légion d'honneur (1904)
- Un lycée clermontois porte son nom. Actuellement lycée professionnel et rénové en 1993, il accueille des formations tertiaires.

## Œuvres
- De l'autorité impériale en matière religieuse à Byzance, Clermont-Ferrand, impr. de G. Mont-Louis, 1879, 275 p. (thèse).
- De Translatione imperii ab imperatoribus byzantinis ad reges Francorum. Thesim Facultati litterarum parisiensi proponebat Amédée Gasquet…, Clermont-Ferrand, impr. de G. Mont-Louis, 1879, 79 p. (thèse complémentaire).
- Précis des institutions politiques et sociales de l'ancienne France, Paris, Hachette, 2 vol., 1885.
- L'Empire byzantin et la monarchie franque, Paris, Hachette, 1888, XII-484 p. (en ligne).
- Essai sur le culte et les mystères de Mithra, Paris, A. Colin et Cie, 1898, 111 p. (en ligne).
- Lectures sur la société française aux XVIIe et XVIIIe siècles, Paris, Ch. Delagrave, 1904, 324 p.

## Voir aussi

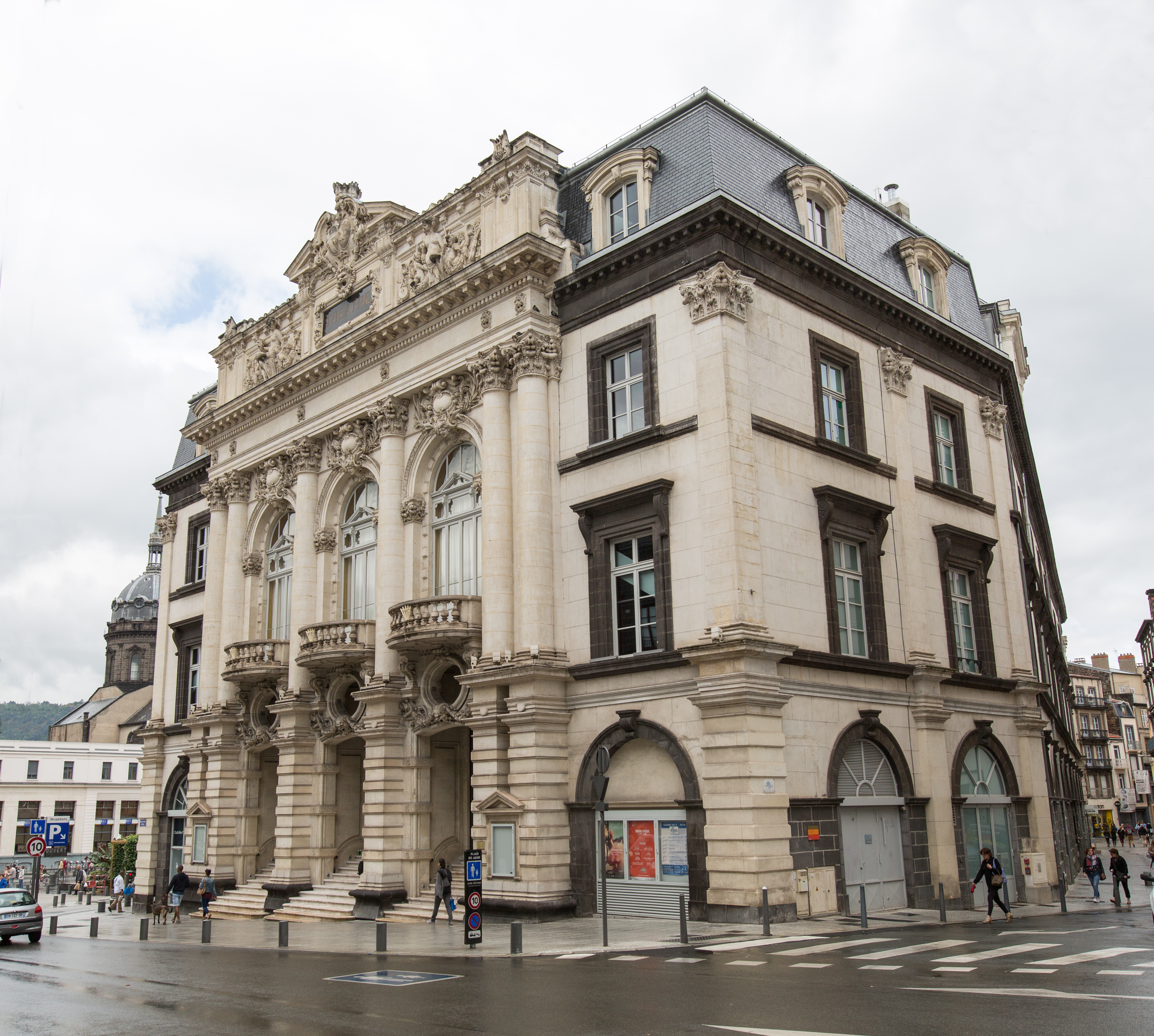
L'Opéra municipal de Clermont-Ferrand construit à l'initiative du maire Amédée Gasquet.